# Club Atlético de Madrid
O Club Atlético de Madrid, mais conhecido como Atlético de Madrid, e em países de língua espanhola como Atleti, é um clube de futebol profissional espanhol sediado na cidade de Madrid. Fundado em 26 de abril de 1903, manda seus jogos no Estadio Metropolitano desde 2017. Compete na La Liga, a principal divisão do sistema de ligas da Espanha.
Foi fundado como Athletic Club de Madrid por estudantes bascos simpatizantes do Athletic Bilbao. A equipe da capital espanhola deixaria de ser uma filial em 1921, quando desvencilhou-se da equipe basca. Ainda assim, a similaridade dos uniformes, nomes e distintivos, originada em razão de como o clube madrilenho foi criado, manteve-se.
Seu melhor período ocorreu durante os anos de 1939 a 1975, conquistando sete de seus onze títulos no Campeonato Espanhol, a Recopa Europeia da UEFA de 1962, e o vice-campeonato na Liga dos Campeões da UEFA em 1974. O vice de 1974, por sinal, rendeu ao Atlético o curioso posto de primeiro clube campeão da Copa Intercontinental sem conquistar o troféu interclubes continental de maior importância: o time derrotou os argentinos do Independiente sem ter vencido a Copa dos Campeões da UEFA, perdida para o Bayern Munique. O clube alemão cedeu a vaga aos espanhóis. O Atlético seria novamente finalista da Liga dos Campeões em 2014 e 2016, sem vencê-la. Antes, em 2010 e 2012, conquistara a Liga Europa da UEFA, título que voltaria a conquistar em 2018.
É o terceiro clube mais vitorioso do futebol espanhol. O Atlético conquistou 11 títulos do Campeonato Espanhol, 10 da Copa do Rei, dois da Supercopa da Espanha, uma Copa Eva Duarte e uma Copa Presidente FEF. Em nível internacional, o clube conquistou a Liga Europa da UEFA três vezes, a Supercopa da UEFA três vezes, a Recopa Europeia uma vez e a Copa Intercontinental (1974). O Atlético é também a terceira maior torcida da Espanha, com a simpatia de 6,1% da população, o que equivale a cerca de 2 900 000 de torcedores, metade deles vivendo na cidade de Madrid (cerca de 22% da população da capital espanhola), segundo pesquisa anterior realizada pela empresa Line Staff em 2002. Em novembro de 2015 o Atlético chegou a marca de 80 mil sócios, 12 milhões de seguidores no Facebook, quase 2 milhões no Twitter e mais de um milhão no Instagram e no Google+. Em 2018 alcançou a marca de 120 mil associados.
Seu antigo estádio, o Vicente Calderón, já era considerado pela UEFA um estádio cinco estrelas, pela excelência no conforto e na segurança que oferecia aos torcedores e aos clubes visitantes, e no passado já teve capacidade máxima para 70 mil espectadores, caindo depois para cerca de 55 mil. O atual estádio, o moderno Wanda Metropolitano, é utilizado desde a temporada 2017–18 e tem capacidade para 67 829 torcedores. Em 3 de julho de 2019, o clube efetuou a quarta transferência mais cara do mundo na compra do português João Félix (126 milhões de euros).
O clube também foi co-proprietário do time de Calcutá da Superliga Indiana, o antigo Atlético de Kolkata, que foi campeão da superliga duas vezes, mas o Atlético terminou a parceria em 2017 e o time foi rebatizado para ATK. Ainda é proprietário do time da Liga MX Atlético San Luis (antigo San Luis FC), e do Atlético Ottawa da Canadian Premier League.

## História

### Início

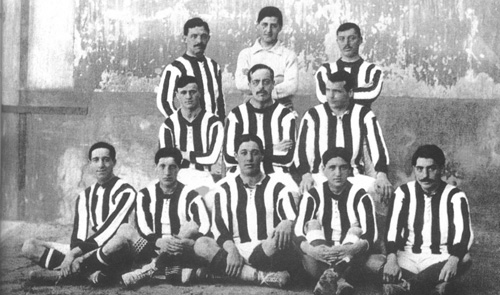
O Atlético de Madrid de 1911.

O primeiro nome, Athletic Club de Madrid, demonstrava a ideia inicial dos fundadores, estudantes bascos que desejavam criar uma filial do Athletic Club, equipe de Bilbao. O uniforme inicial, em razão disso, era o mesmo: camisas divididas verticalmente ao meio em azul e branco e calças azuis, uniformes comprados da equipe inglesa do Blackburn Rovers.
A troca ocorreu em 1911, quando um enviado dos dois Athletics, ao viajar à Inglaterra, não conseguiu achar os uniformes do Blackburn e decidiu trazer os do Sunderland: camisas com listras verticais vermelhas e brancas e calças pretas.

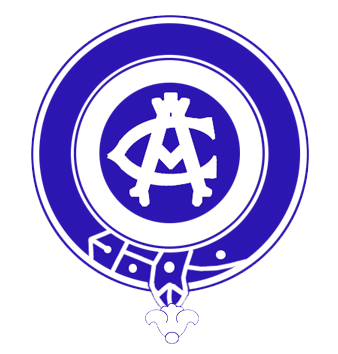
Primeiro distintivo do clube, em 1903.

O novo modelo foi usado integralmente pelo Athletic de Bilbao desde então. O de Madrid, entretanto, manteve os calções azuis do Blackburn, causando a diferenciação nos uniformes dos dois clubes, que passaram a receber a alcunha de rojiblancos. A filial, porém, logo receberia um apelido próprio: como alguns colchões populares da época eram revestidos de camadas alvirrubras e a maior parte da torcida dos madrilenhos era de operários, não tardou para que surgisse o alcunha de colchoneros. O primeiro uniforme do time, alviazul, serve ocasionalmente de base para os uniformes secundários utilizados pelo clube.
O Athletic de Madrid, em contraste ao outro time da cidade - que recebera oficialmente alcunha da realeza e passara a chamar-se Real Madrid, passou a receber apoio das classes operárias, cujas moradias concentravam-se na área do primeiro estádio, Ronda de Vallecas. Em 1923, com administração já independente do Athletic de Bilbao, mudou-se para o Estádio Metropolitano de Madrid.
Na década de 1920, o Atlético venceu por três vezes o Campeonato do Centro Espanhol, e foi vice-campeão da Copa do Rei em 1926. Desta forma, foi convidado para participar da edição inaugural do Campeonato Espanhol, a dar-se na época 1928/29. Na segunda edição do campeonato, todavia, terminou rebaixado. Voltou em 1934, e sofreu nova queda dois anos depois.
Por outro lado, viu o rival obter troféus: o Madrid (que perdera a alcunha Real durante a Segunda República Espanhola foi bicampeão espanhol em 1932 e 1933 e levou a Copa do Presidente (como ficou conhecida a Copa do Rei no período republicano) em 1936, ano do segundo rebaixamento do Atlético. Poucas semanas após cair, estourou a Guerra Civil Espanhola.

### Clube de Madrid

Escudo utilizado entre 2017 e 2024.

Após o conflito, o clube ressurgiu  com um novo nome e de forma inusitada - fundiu-se com o Aviación Nacional, equipe de Zaragoza ligada à aeronáutica espanhola, e tornou-se o Athletic Aviación de Madrid. Conseguiu convite da edição 1939/40 da Liga Espanhola para ocupar o lugar do Real Oviedo, cuja estrutura foi destruída pela Guerra. O convidado saiu-se muito bem: sob o comando técnico de Ricard Zamora, justamente a grande estrela do Real nos títulos da década anterior, o Aviación terminou campeão pela primeira vez. E igualaria a equipe rival no ano seguinte, conquistando um bi.
No mesmo ano do segundo título, um decreto do presidente espanhol Francisco Franco, general que saiu-se vitorioso na Guerra Civil, proibiu o uso oficial de outro idioma que não a língua castelhana no território espanhol. Com isso, o nome em inglês foi trocado para Atlético Aviación de Madrid.
Enquanto o Real decaía cada vez mais, o Atlético evoluía. Após o fim do vínculo com as forças aéreas, em 1947, o nome do clube sofreu nova alteração: Club Atlético de Madrid, que vem se mantendo até os dias atuais. Naquele ano, os rojiblancos conseguiram sua maior vitória contra o Real, um 5-0.
Após nove anos de jejum, o Atlético conseguiu seu terceiro título espanhol em 1950, com novo bi no ano seguinte. A equipe era então a segunda maior vencedora do campeonato espanhol - quatro títulos, ao lado do Barcelona, apenas um atrás do Atlético de Bilbao. A saída do técnico Helenio Herrera acabou estagnando o time - o Barcelona passaria à frente com dois títulos seguidos. O pior para a torcida rojiblanca, entretanto, ainda estaria por vir.

### Perdendo a hegemonia local e o primeiro título continental

Pelo Atlético de Madrid, Vavá fez a mais bem-sucedida carreira no futebol europeu entre os brasileiros que jogaram a final da Copa do Mundo de 1958.

A temporada 1953-54 veria o Real Madrid voltando a conquistar a Liga, com o reforço do argentino Alfredo di Stéfano. La Saeta Rubia lideraria o Real a um bi posteriormente, igualando as conquistas do Atlético. A década seguiu com o argentino comandando o Real em cinco conquistas seguidas nas primeiras edições da Copa dos Campeões da UEFA. Mais do que tudo isso, o sul-americano mexeu com rivalidades: o clube blanco passou a nutrir mais rivalidade, reciprocamente, com o Barcelona, contra quem passou a disputou a hegemonia nacional na década.
Em 1957, o Real conseguiu seu quinto título espanhol, e o sexto viria em seguida. O Barcelona respondia com seu sétimo e oitavo títulos, em 1959 e 1960. À distância de ambos, o Atlético viu o Real emendar cinco títulos espanhóis no início da década de 1960.
A saída foi dedicar-se às Copas do Generalíssimo, novo nome da Copa do Rei: títulos no torneio vieram em 1960 (o primeiro do Atlético na competição), 1961 e 1965. Os dois primeiros foram conquistados sobre o Real Madrid, com os rojiblancos contando com o primeiro brasileiro no clube, Vavá.
Com o título de 1961, o clube credenciou-se a disputar a Recopa Europeia, competição surgida entre os vencedores das Copas nacionais europeias e prestigiada como segundo torneio interclubes europeu em importância. O Atlético venceu a edição de 1962, seu primeiro troféu continental. A conquista marcou a despedida do ídolo Joaquín Peiró - os italianos do Torino os observaram nas finais contra a Fiorentina, em que ele marcou dois gols, e o contrataram.

### Retomada das conquistas na Espanha e o título mundial
O Atlético interrompeu as sequências de títulos espanhóis do Real em 1966, vencendo pela quinta vez a Liga e já contando com três ídolos: Adelardo, Luis Aragonés e José Ufarte. Este, um galego crescido no Brasil, onde defendera Corinthians e Flamengo sob o apelido de "Espanhol". Ainda assim, o rival ofuscou a conquista ao ganhar o seu sexto título da Copa dos Campeões.
A primeira participação do Atlético no torneio, na temporada 1966-67, terminou com eliminação precoce na segunda fase, frente aos iugoslavos do Vojvodina Novi Sad. O ano de 1966 marcou também a mudança para um novo estádio que recebeu o nome do presidente à época: Vicente Calderón.

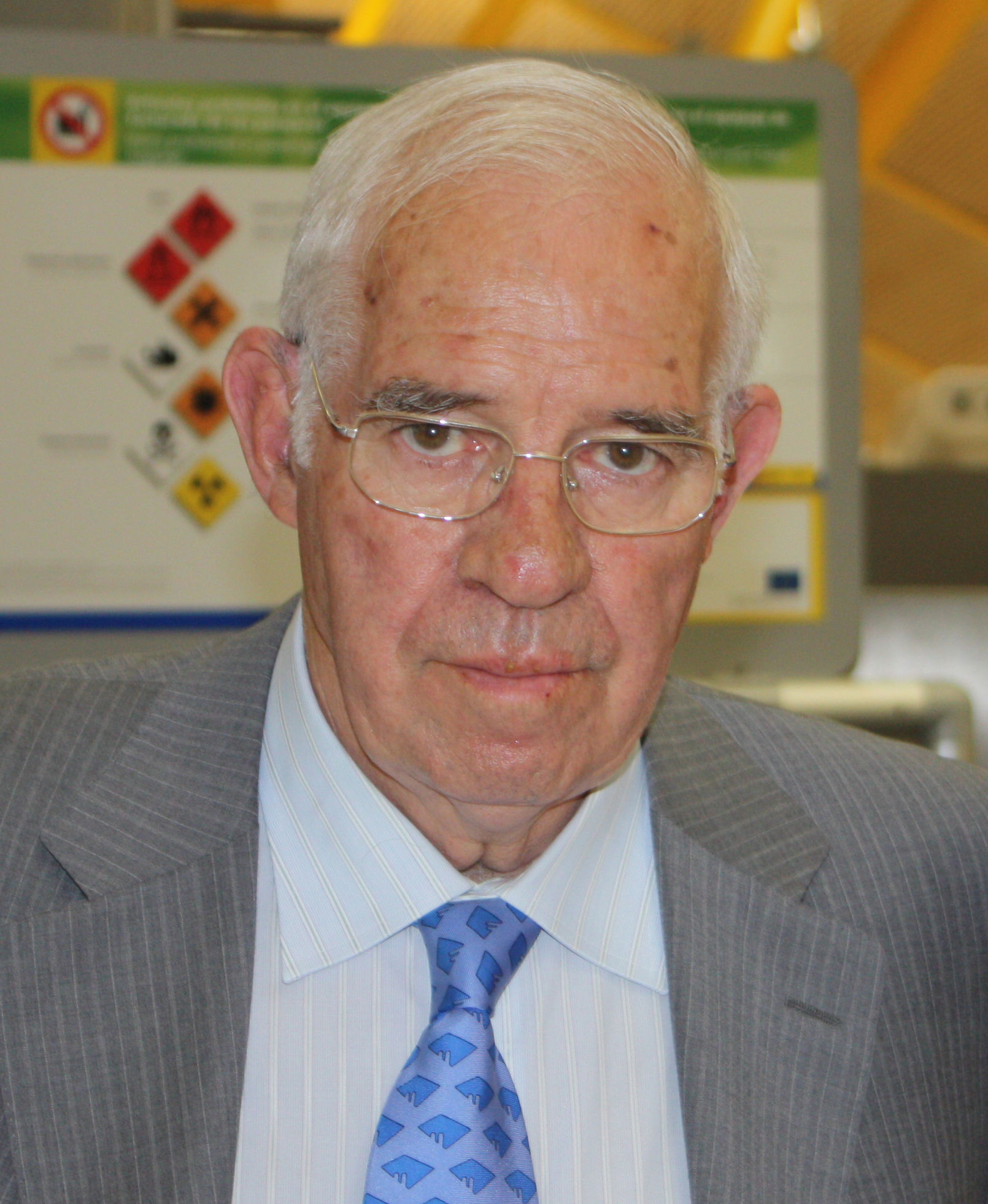
Luis Aragonés foi um dos personagens mais célebres do Atlético, onde jogou por dez anos e treinou em quatro oportunidades.

Enquanto isso, o Real ganhava o campeonato espanhol outras três vezes seguidas na década, acumulando quatorze títulos. Em 1970, o Atlético conseguiu o seu sexto, embalado por Luis e José Eulogio Gárate, artilheiros da Liga.
Em meio à crise do Barcelona, o Atlético terminou a década como o principal antagonista do Real Madrid. A segunda campanha na Copa dos Campeões foi melhor: os colchoneros chegaram às semifinais, onde foram parados pelos futuros campeões do Ajax de Cruijff.
Os anos 1970 vieram com o Real somando seu décimo quinto título espanhol em 1972 e o Atlético respondendo com seu sétimo em seguida, ficando a um título de igualar o Barcelona. Ainda com os veteranos Adelardo, Luis e Ufarte, o time reunia outros nomes consagrados no clube: o goleiro Miguel Reina, o meia Javier Irureta e os atacantes argentinos naturalizados espanhóis Heraldo Bezerra e José Eulogio Gárate.
Com o título de 1973, os rojiblancos ultrapassaram a "matriz" Atlético Bilbao e chegaram pela terceira vez à Copa dos Campeões. Após alcançar as semifinais em 1971, a equipe finalmente chegou à final. O adversário era o Bayern Munique, base da Seleção Alemã-Ocidental que seria campeã mundial semanas depois: Sepp Maier, Gerd Müller, Franz Beckenbauer, Uli Hoeneß, Paul Breitner e Hans-Georg Schwarzenbeck.
No tempo normal, o Atlético conseguiu equilibrar a partida, que ruma sem gols para a prorrogação. A seis minutos do fim do tempo extra, Luis Aragonés, aos 36 anos e à beira da aposentadoria, marca de falta. Em Madrid, torcedores começaram a encher as ruas da cidade no que prometia ser uma noite de festa. As comemorações foram bruscamente interrompidas a trinta segundos do final da partida, quando Schwarzenbeck chutou de fora da área e empatou. O lance acabaria castigando o goleiro Reina. Como não havia decisão por pênaltis, o título só foi decidido em um jogo extra.
Os alemães, em vantagem psicológica, venceram por 4-0 e levaram a taça, que tão próxima ficara do Atlético. Para piorar, a temporada havia se encerrado com o Barcelona sendo campeão espanhol, abrindo dois títulos de vantagem.
No ano seguinte, o clube conseguiria a Copa Intercontinental com o ex-jogador Luis como treinador. A vaga na final só foi possibilitada com a desistência do Bayern. Após perder na Argentina por 1-0 para o Independiente, o Atlético vence na volta por 2-0, com gols de Irureta e do argentino, Rubén Ayala.

### 1975-1995: duas décadas com algumas conquistas

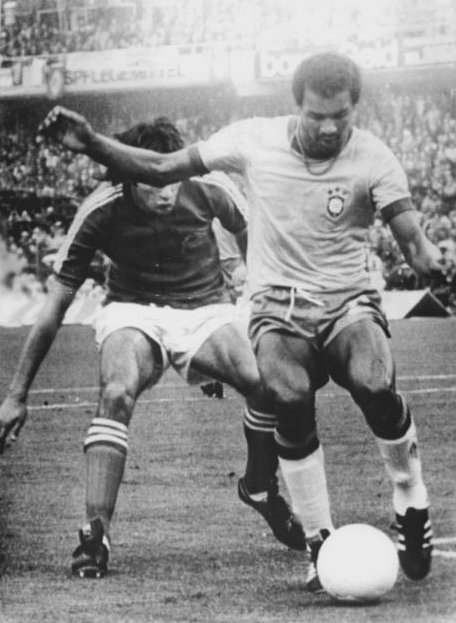
O zagueiro brasileiro Luís Pereira em ação na Copa do Mundo de 1974. Ele seria contratado pelo Atlético no ano seguinte.

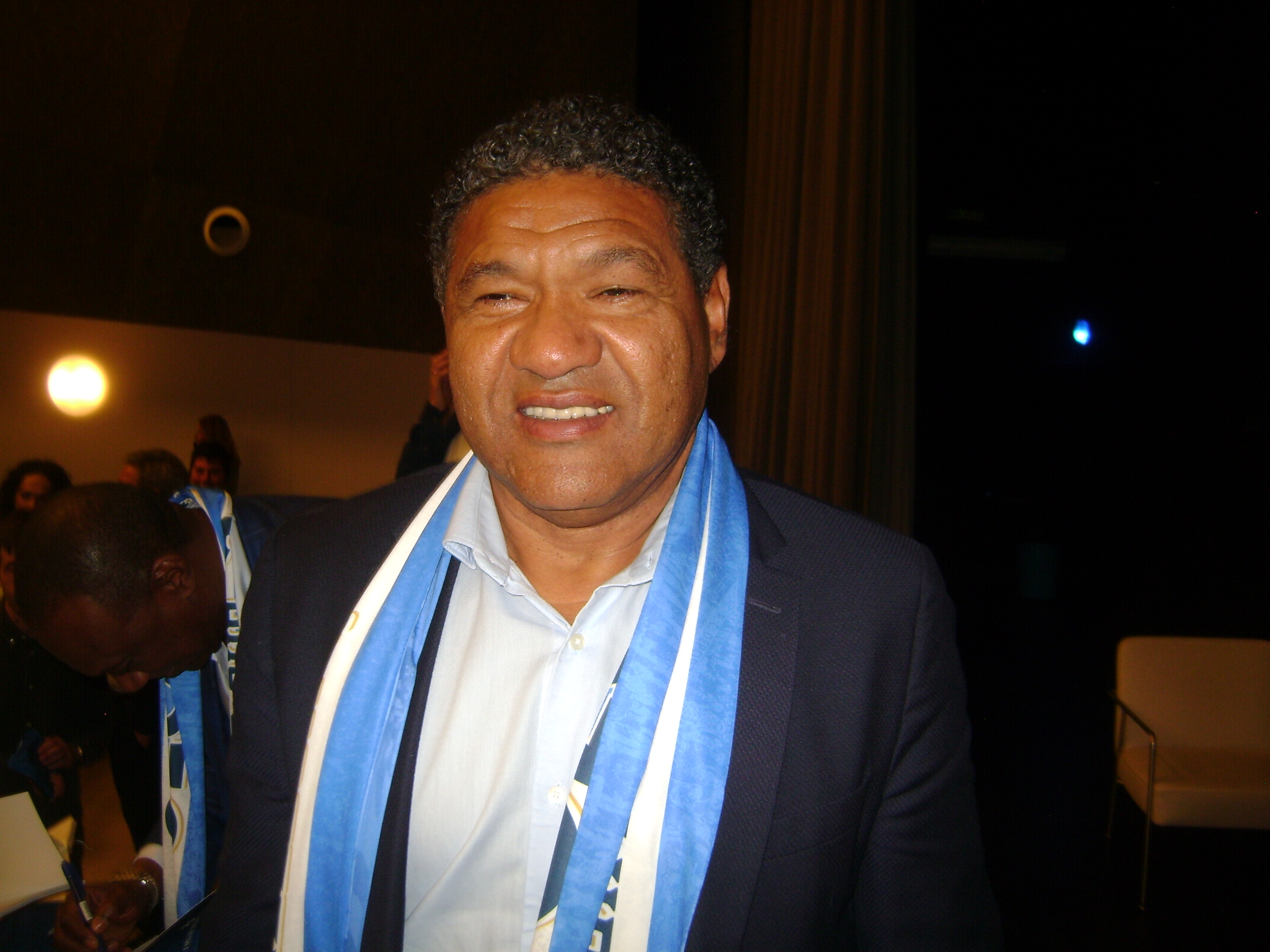
O hispanobrasileiro Donato, jogador do clube entre 1988 e 1993.

Além do título mundial, 1975 também foi o ano em que o clube contratou dois brasileiros presentes na Copa do Mundo de 1974, ambos vindos do então campeão brasileiro, o Palmeiras: Leivinha e Luís Pereira. Em sua primeira temporada, Leivinha termina como vice-artilheiro da Liga, com 18 gols, mas o campeão é, pela décima sétima vez, o Real Madrid, que faturara o título também na anterior.
Com os brasileiros em campo e Luis Aragonés treinando, o Atlético foi em 1977 campeão espanhol pela oitava vez, novamente encostando no Barcelona. Na Copa dos Campeões, o time cai nas quartas-de-final, contra os belgas do Brugge.
Outro brasileiro a chegar após uma Copa é Dirceu, que vem em 1979. Dirceu fica apenas três anos, mas sai do clube como um dos mais adorados da torcida. Presente na Copa do Mundo de 1982, ele é o primeiro jogador do futebol estrangeiro convocado para a Seleção Brasileira para uma Copa, ao lado de Falcão (à época do mundial, na Roma).
As perspectivas de ultrapassar o Barcelona nos anos seguintes acabam não se concretizando, apesar de o clube catalão também viver crise no período. Quem se aproveita é o Real Madrid, que até 1990 soma vinte e cinco títulos espanhóis, cinco deles conquistados em sequência na década de 1980.
Para piorar, os cinco títulos são embalados pelos gols do mexicano Hugo Sánchez, que fora comprado do Atlético em 1985 após ser artilheiro pelos colchoneros na Liga e ter faturado na mesma temporada a Copa do Rei. Quando não vê o rival vencer a Liga, o Atlético vê outros times, e não ele, alcançarem o troféu: Athletic Bilbao e Real Sociedad conseguem dois bicampeonatos cada; o FC Barcelona abre nova distância de dois títulos em 1985.
Em toda a década de 1980, o time só consegue a Copa do Rei de 1985 e a Supercopa da Espanha na abertura da temporada seguinte. O Atlético, voltando a disputar a Recopa, retorna também à final do torneio, mas perde para os soviéticos do Dínamo Kiev.
Mesmo quando consegue ter o maior goleador da Liga, em 1989 - o brasileiro Baltazar, o time não chega às primeiras posições e vê constantemente o rival faturar títulos. Outro brasileiros que jogaram pelo Atleti na década foram Alemão, da Seleção Brasileira - temporada 1987-88 e Donato, que viera junto com Baltazar na temporada 1988-89.
Quando Baltazar foi artilheiro, o Atlético era presidido havia dois anos pelo polêmico Jesús Gil. A primeira medida de Gil foi comprar o português Paulo Futre, campeão da Copa dos Campeões com o surpreendente FC Porto em 1987. Ainda assim, é só com a contratação do veterano alemão Bernd Schuster, em 1990, que o time volta às primeiras posições. Schuster vinha diretamente do Real Madrid, de onde saíra após desentender-se com a diretoria.
Na primeira temporada com Don Bernardo, a de 1990-91, o Atlético é vice-campeão espanhol, ficando à frente do Real Madrid e campeão da Copa do Rei, vencendo ao Mallorca 1-0 na final. O título, entretanto, vai para o FC Barcelona, que agora fica com três troféus de vantagem. Para piorar, o Barça emendaria outras três conquistas em seguida, ampliando a distância. No interím, as maiores alegrias dos colchoneros são os títulos das Copa do Rei em 1991 e 1992.
Na final de 1992 contra o Real Madrid, Futre e Schuster marcam os dois gols da vitória por 2-0 em pleno Santiago Bernabéu. O gol de falta de Schuster é lembrado até hoje pela torcida. Naquela temporada, por pouco a artilharia de Manolo não resulta também no Espanhol, que por dois pontos ficou com o Barcelona.
Atlético terminou em sexto na temporada 1992-93 em crise administrativa, que faz o presidente Gil extinguir suas divisões de base do clube. O prejuízo futuro ficaria simbolizado no atacante Raúl: cria das bases rojiblancas e vindo de família fanaticamente atleticana, acabaria comprado pelo arquirrival Real Madrid, onde se celebrizaria. Por causa da crise, Schuster, Futre e Donato deixam o time. Sem eles, o Atlético termina a temporada 1993-94 em décimo segundo. A de 1994-95 vê uma piora: a posição é a de décimo sexto, enquanto o Real Madrid alcança o vigésimo sexto título espanhol.

### 1996 dourado e o retorno da crise

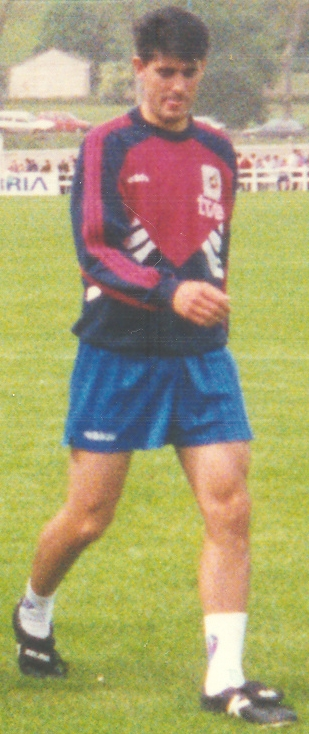
José Luis Caminero, peça-chave dos títulos de 1996.

Aproveitando-se de crise vivida tanto pelo Real Madrid quanto pelo Barcelona, e também do Deportivo La Coruña (clube que vinha em ascensão na década), o Atlético supera-se na temporada 1995-96: no Espanhol, volta a vencer, após dezenove anos, La Liga, aproveitando a liderança disparada que obtém no primeiro turno; e o que é melhor, e um dublete com a Copa do Rei, também conquistada. Treinado pelo iugoslavo Radomir Antić, o elenco reunia José Francisco Molina, José Luis Caminero, Lyuboslav Penev, Diego Simeone, Milinko Pantić, Juanma López e, notadamente, Kiko.
O nono título espanhol traz esperanças: o clube vai bem na Liga dos Campeões da UEFA em 1997, eliminado nas quartas-de-final pelo Ajax. O título do torneio fica com o Borussia Dortmund, adversário superado na fase de grupos. Para piorar, quem vence o Espanhol é o Real Madrid.
Os dois campeonatos seguintes, com o Atlético gastando no brasileiro Juninho e no italiano Christian Vieri (artilheiro da liga em 1997-98), vão para o FC Barcelona. Nessas três temporadas, o time não consegue ficar nem entre os cinco primeiros. A crise administrativa voltava a rondar, agravada pelas investigações da polícia espanhola em torno de Gil, em razão de transações suspeitas e de sua gestão em Marbella, balneário andaluz do qual era prefeito  e que patrocinava o time na época.
O que é ruim piora na de 1999-2000. Nem a contratação de Carlos Gamarra, zagueiro paraguaio da Copa do Mundo de 1998, ajuda a defesa rojiblanca, que termina a temporada com saldo negativo de dezesseis gols e em penúltimo lugar, rebaixado pela primeira vez em mais de sessenta anos. A Copa do Rei também não vem como consolo: o time perde a final para o Espanyol. A infelicidade da torcida é agravada ainda pelo sucesso do Real Madrid, que consegue paralelamente seu oitavo título na Liga dos Campeões da UEFA - o sétimo viera dois anos antes. O rival ainda rouba um integrante do elenco atleticano, Santiago Solari.

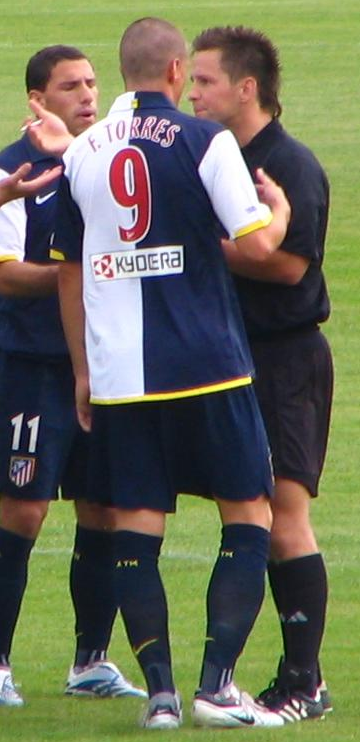
Fernando Torres, por muito tempo o grande nome do Atlético nos anos 2000.

Piora ainda mais em 2000-01: a equipe contrata o artilheiro da Liga na temporada anterior, Salva, mas ainda assim termina a Segunda Divisão em quarto, perdendo o acesso no saldo de gols para o modesto Tenerife, com quem iguala em pontos.
A Segunda Divisão é finalmente conquistada na temporada seguinte, com um time mais barato e com a intervenção judicial em razão das enormes dívidas. Todavia, o Real consegue na mesma temporada o título espanhol e o nono na Liga dos Campeões.

### Século XXI: dificuldades no início

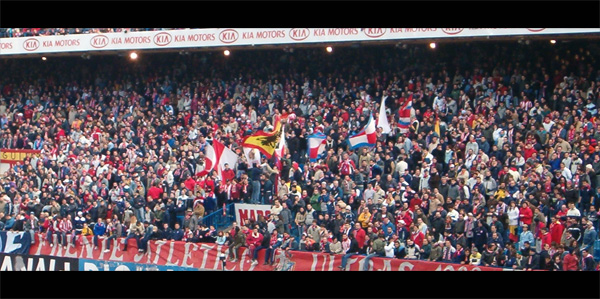
Torcida do Atlético de Madrid em 2005.

O retorno à elite marca também o debute profissional de Fernando Torres. A boa relação com jogadores brasileiros não é renovada com Rodrigo Fabri, que fora pouco aproveitado pelo treinador e fica apenas para a temporada 2003-04, marcada pelo centenário do time e pela morte do presidente Gil.
O contínuo discurso de equipe grande não se coaduna com os resultados de então. O distanciamento de títulos para Real Madrid e Barcelona aumenta.
O ambiente, incluído ainda por um jejum de vitórias sobre o Real Madrid (perdurante desde 1999), não se altera nem com a chegada do vencedor técnico argentino Carlos Bianchi, em 2004: ele reforça bem o ataque com os compatriotas Maxi Rodríguez e Luciano Galletti, o búlgaro Martin Petrov e o servo-montenegrino Mateja Kežman, mantendo a segura defesa formada por Pablo Ibáñez, Antonio López e Luis Perea, mas o clube não consegue bons meio-campistas; os pedidos por Juan Román Riquelme e Javier Mascherano acabam não-atendidos.

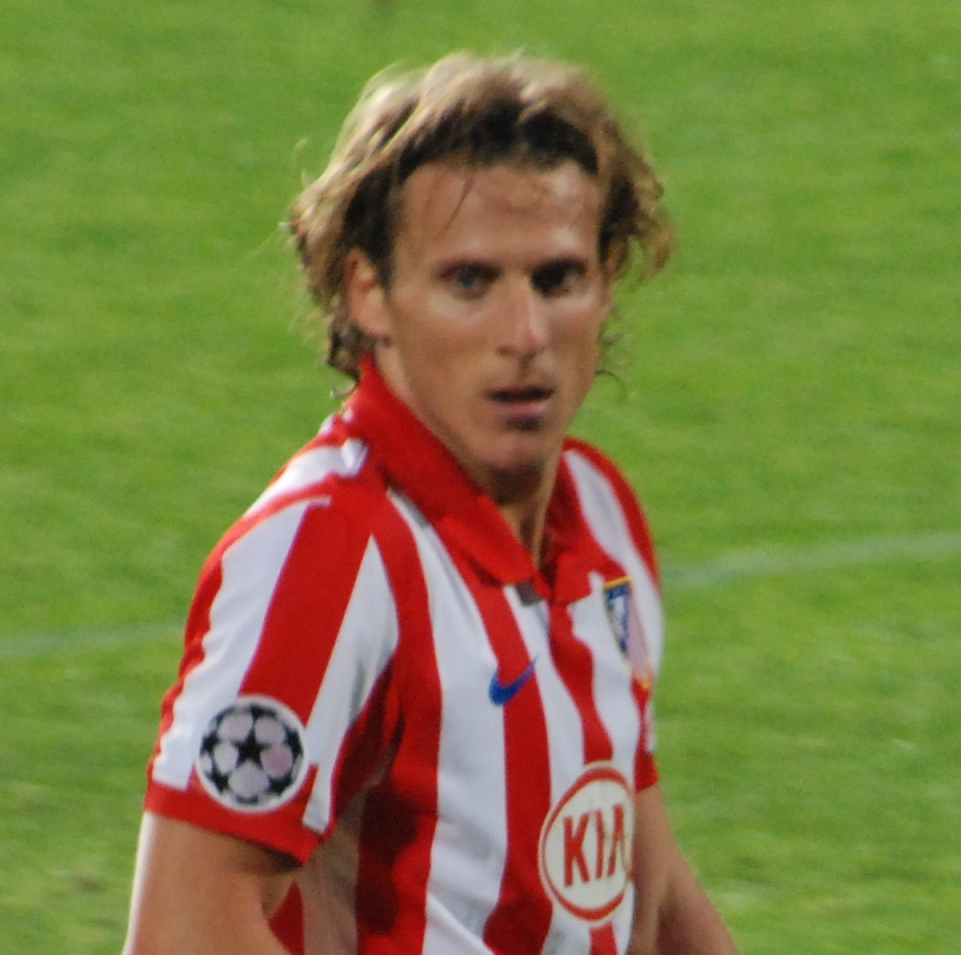
O uruguaio Diego Forlán, ex-goleador do Atlético.

Outros dois brasileiros são contratados nos anos seguintes, Fabiano Eller e Cléber Santana, nenhum deles com o mesmo sucesso do último ídolo do país no clube, Juninho. Fabiano vem no decorrer da temporada 2006-07, marcada pela chegada de Sergio Agüero e do técnico mexicano Javier Aguirre. Santana foi um dos que chegaram com o dinheiro da venda do ídolo Fernando Torres para o Liverpool, no verão de 2007. Outros a chegarem foram José Antonio Reyes, vindo diretamente do rival Real; Luis García, contrapeso de Torres na negociação com o Liverpool; pertencentes ao FC Barcelona, o português Simão Sabrosa e o brasileiro Thiago Motta; e o uruguaio Diego Forlán.

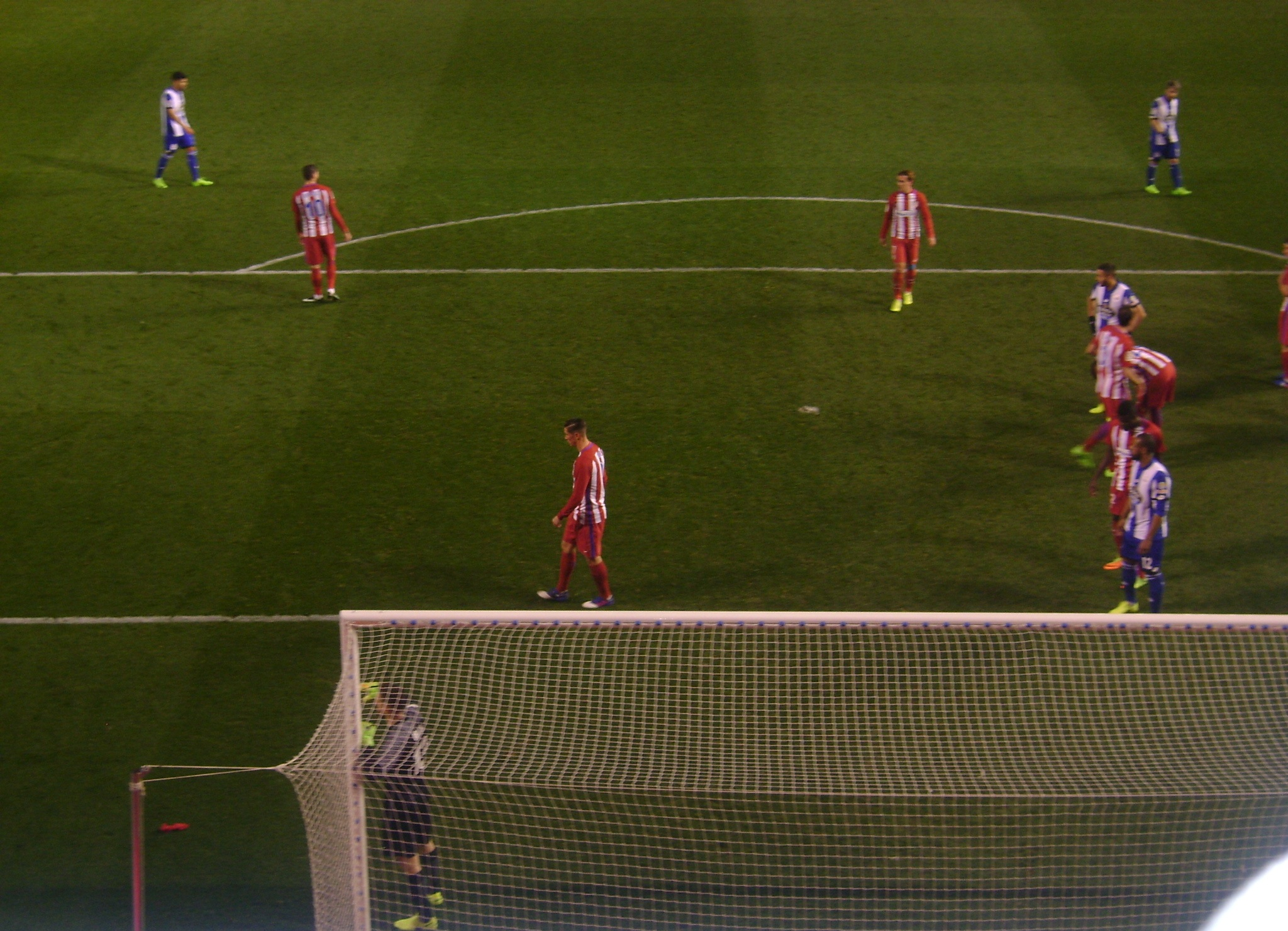
Jogo disputado entre o Deportivo de La Coruña e o Atlético de Madrid.

Justamente na temporada que se seguiu após a perda de seu grande ídolo, o Atlético conseguiu seu melhor resultado em La Liga na década, um quarto lugar, que devolveu o clube à Liga dos Campeões da UEFA após mais de dez anos. Saído da sombra de Torres, que reunia para si as referências ofensivas dos companheiros, "Kun" Agüero deslancha no clube e faz dupla de ataque devastadora com Forlán. Na Liga dos Campeões, o clube termina invicto, mas eliminado nas oitavas-de-final.

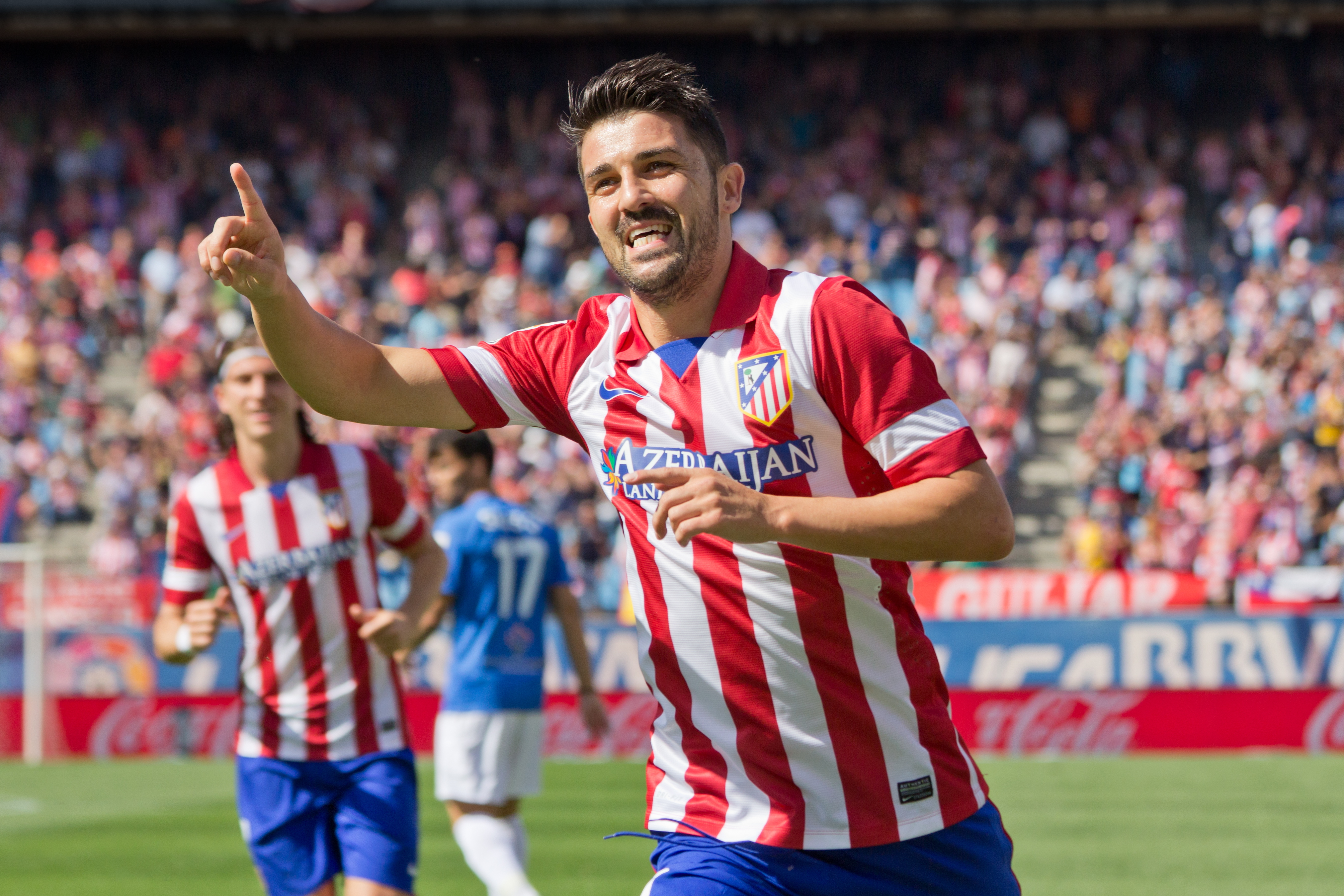
David Villa celebrando um gol pelo Atlético de Madrid na temporada 2013-2014.

 Repete o quarto lugar em 2008-09, bem como a dupla Agüero-Forlán (artilheiro da Liga), apesar da queda do técnico Aguirre.

### Década de 2010: conquistas relevantes e novo estádio

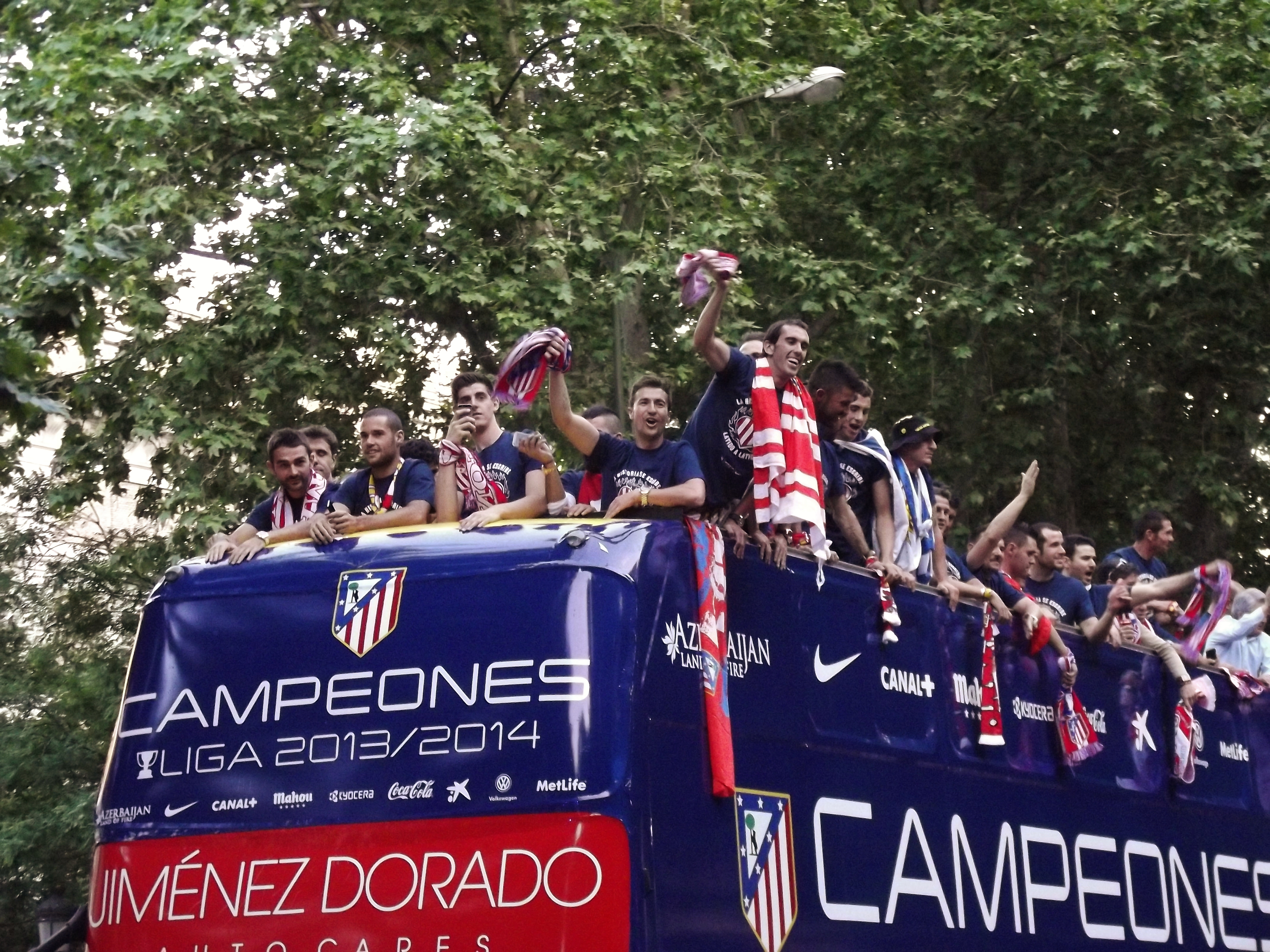
Elenco do Atlético de Madrid celebrando a conquista da La Liga de 2013–14.

Na temporada 2009-10, a boa campanha no Espanhol não se repete. Em compensação, o Atlético consegue um troféu depois de quatorze anos: a primeira edição da Liga Europa, vencendo na prorrogação o Fulham, com dois gols de Forlán.
O clube chega à final também da Copa do Rei, mas perde para o Sevilla. Desde 1996, também, esta foi a primeira temporada em que o Atleti conseguiu títulos e o Real, não.

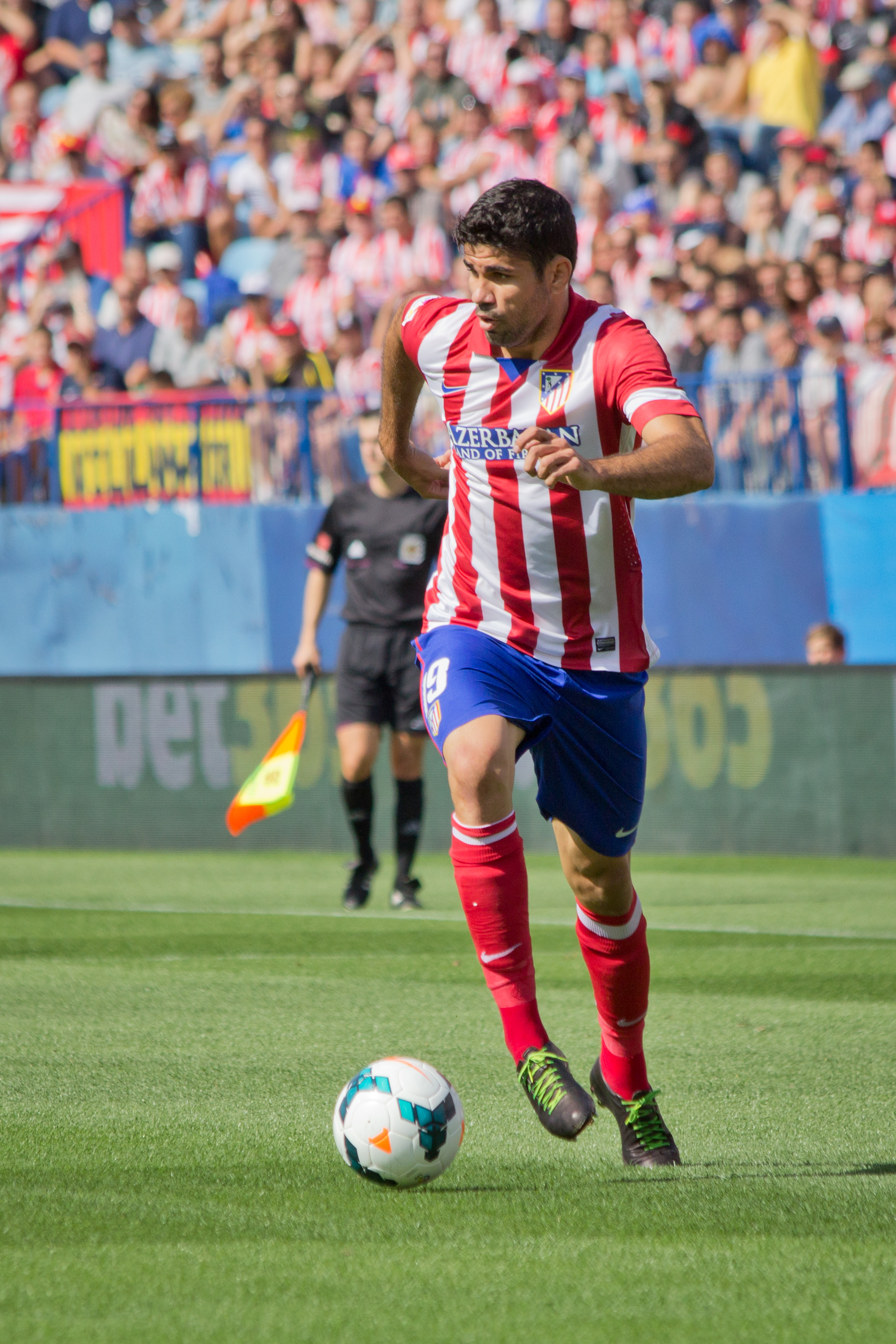
Diego Costa atuando pelo Atlético de Madrid.

Na temporada 2011-12 a equipe do Atlético com o artilheiro Falcão Garcia, campeão em 2010-2011 pelo Porto, repetiu o feito de 2009-10 e se sagrou bicampeão do segundo torneio mais importante do continente, em uma campanha que derrubou duas equipes espanholas favoritas ao título, Valência na fase semifinal ganhando em casa por 4-2 e 1-0 na volta, derrubando na final a equipe do técnico argentino Bielsa o Athletic de Bilbao por 3-0, com 2 gols do artilheiro Falcão Garcia, este que conseguiu o feito de se tornar bicampeão na artilharia da competição e com o outro gol tendo sido marcado pelo brasileiro Diego.

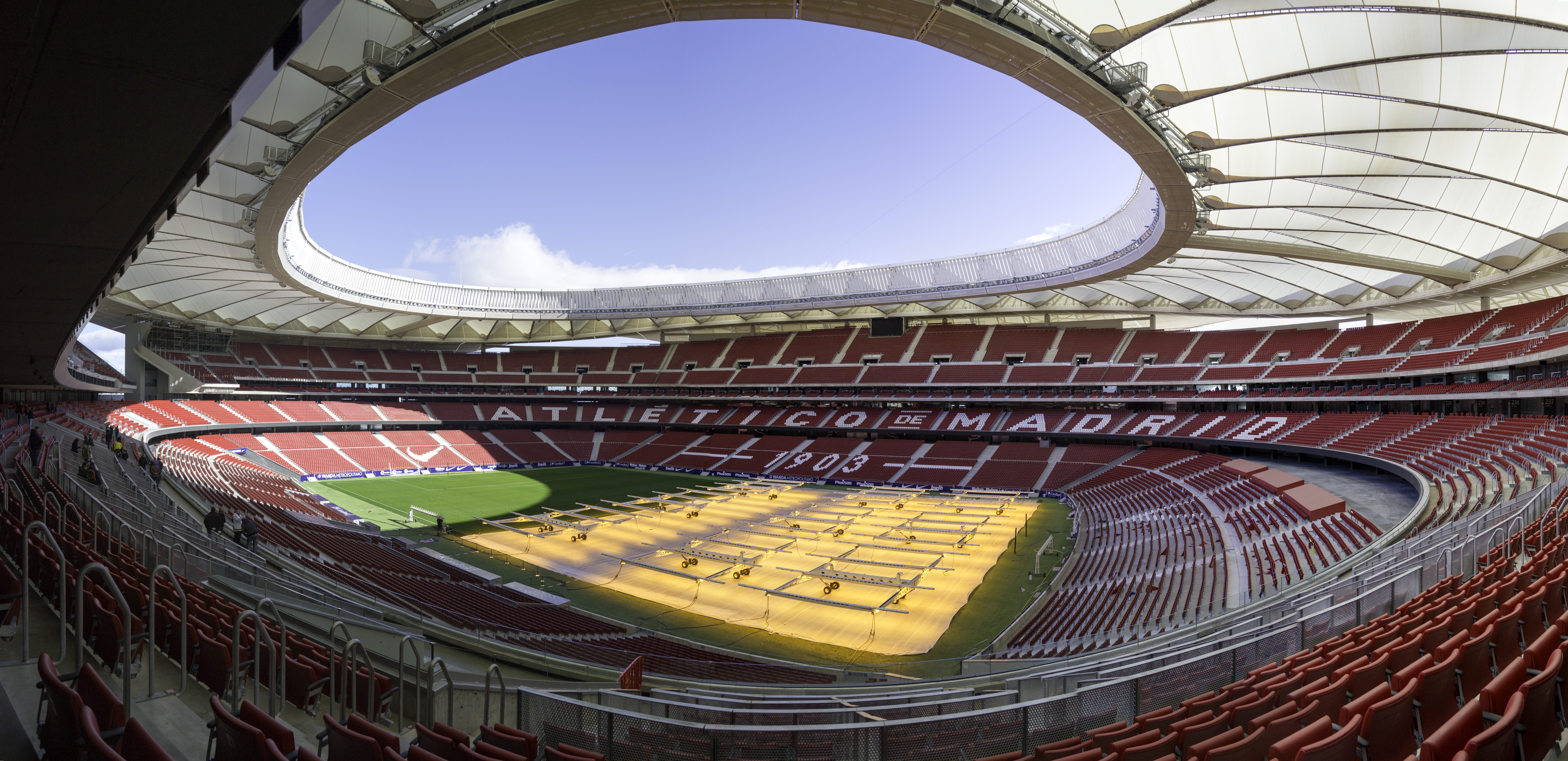
Panorâmica do moderno Estádio Wanda Metropolitano.

Ao vencer o Real Madrid por 2-1 em 17 de maio no Santiago Bernabeu, o Atlético sagrou-se campeão da Copa del Rey 2012-13 com gols dos brasileiros Miranda e Diego Costa que se naturalizou espanhol. Além de dar o título da Copa do Rei, o Atlético quebrou um histórico tabu de 14 anos sem ganhar um jogo sequer contra o rival merengue.
O Atlético chegou a final da Liga dos Campeões da UEFA de 2013–14 e vencia a partida quando Sergio Ramos do Real Madrid empatou no tempo extra do segundo tempo. Acabaria derrotado na prorrogação por 4–1.
Em 27 de abril de 2014, bateu o seu recorde de pontos em campeonatos espanhóis, ao fazer 88 pontos, ultrapassando o recorde de 87 pontos que pertencia a equipe campeã da Temporada 1995-96, faltando ainda três rodadas para o fim do campeonato. Ao final, o Atlético sagrou-se campeão espanhol pela 10.ª vez, somando 90 pontos.
No início da temporada 2014-15, o Atlético voltou a conquistar um novo título oficial, vencendo novamente o Real Madrid na Supercopa da Espanha. Empatando no jogo de ida por 1-1 no Estádio Santiago Bernabéu, e vencendo por 1-0 no jogo de volta disputado no Estádio Vicente Calderón.
O clube se tornou finalista pela terceira vez da Liga dos Campeões da Europa em 2016 ao eliminar o Bayern de Munique nas semifinais, seu algoz na final de 1974. A final contra o Real Madrid foi uma reedição de 2014, com o Atlético vindo a perder o título na disputa de pênaltis, tendo perdido uma cobrança no tempo normal, que terminou empatado por 1–1.
Em 16 de setembro de 2017, o clube inaugurou seu novo estádio, o Wanda Metropolitano, na vitória sobre o Málaga por 1–0. Esse é o sexto estádio na sua história. Os outros foram o Campo del Retiro (Tiro del Pichón) entre 1903 e 1913, o Campo de O'Donnell entre 1913 e 1923 e depois de 1943 até 1966, o antigo Metropolitano de 1923 até 1939, o Vallecas entre 1939 e 1943 e o Estádio Vicente Calderón entre 1966 e 2017.
O Atlético conquistou a Liga Europa da UEFA de 2017–18 ao derrotar o Olympique de Marseille por 3–0 na final, disputada em território francês, no Parc Olympique Lyonnais. Depois, sagrou-se campeão da Supercopa da UEFA de 2018 ao bater o Real Madrid por 4–2 na final.
O Atlético de Madrid conquistou seu 11º título da La Liga de 2020–21, no dia 22 de maio de 2021, com 86 pontos, após vencer o Real Valladolid por 2–1. O atacante Luis Suárez foi o artilheiro da equipe na campanha, com 21 gols no campeonato.
Em 2024, o clube se classificou para a edição de 2025 do Mundial de Clubes da FIFA, conhecido informalmente como "Super Mundial de Clubes". A equipe foi sorteada no Grupo B, estreando no dia 15 de junho de 2025 contra o Paris Saint-Germain, sendo derrotada por 4–0. Na segunda partida, no dia 19 de junho, enfrentou o Seattle Sounders e venceu por 3–1, com dois gols de Pablo Barrios e um de Axel Witsel. Na terceira partida, em 23 de junho de 2025, o Atlético venceu o Botafogo por 1–0, mas não se classificou para as oitavas de final, sendo eliminado na fase de grupos..

## Rivalidades
Real Madrid

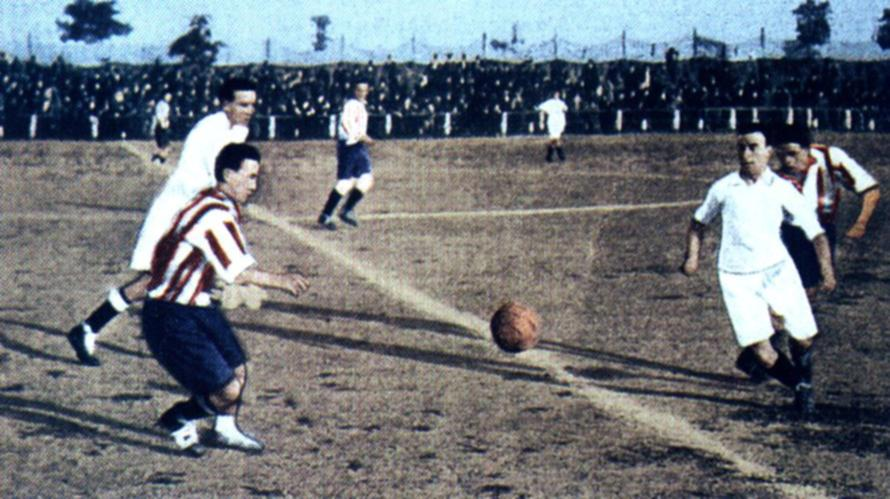
Dérbi de Madrid em 1920

O grande rival do clube é o Real Madrid, o outro time da cidade, com quem disputa o Dérbi de Madrid, primeiro dérbi citadino a decidir uma Liga dos Campeões da Europa, isso em 2014, se repetindo em 2016. Os rojiblancos (equivalente em castelhano a "alvirrubros") chegaram a ser superiores até o início da década de 1950, quando os rivais, embalados por Di Stéfano, reverteram a situação e deixaram o Atlético para trás. Tradicionalmente, o Real Madrid é associado a uma torcida mais elitista, enquanto o Atlético é visto como um time de torcida mais popular, mas isso é um mito, sendo mais popular o Real Madrid na classe operária e o Atlético na classe alta. Todavia, tal estereótipo já foi ultrapassado na vida real, tanto a torcida madridista já abrange camadas populares e de imigrantes do Terceiro Mundo; como o atual Rei da Espanha, Filipe VI, é um declarado torcedor do Atleti, do qual também é presidente de honra desde o centenário colchonero, em 2003, sendo os ultras da "Frente Atlético" alinhados à extrema-direita a ponto de serem considerado o grupo de torcedores mais fascistas do país e nada operários - de acordo com os torcedores do outro clube madrilenho, o Rayo Vallecano, cujos apoiadores são caracterizados pelo engajamento esquerdista mais aprofundado. O próprio Atlético teria sido o clube inicialmente adotado, de modo inclusive oficial, pelo franquismo.
Barcelona
Com o tempo, os blancos passaram a nutrir maior rivalidade contra uma equipe de outra cidade, o Barcelona, o que despertou também certa rixa dos torcedores atleticanos. Os confrontos com o Barça não costumam ser amistosos e são rotineiramente jogos muito intensos e de muitos gols. Aconteceram quatro confrontos pela Liga dos Campeões da Europa, com duas vitórias do Atlético, uma do Barcelona e um empate, com o Atlético tendo eliminado o Barcelona nas quartas de final em 2014 e 2016.
Athletic Bilbao
A histórias dos dois clubes está ligada. Por ter inicialmente sido uma filial do time basco, a equipe madrilenha por vezes viu-se impedida de disputar, em seus primeiros anos, a Copa do Rei (competição mais expressiva até a criação do campeonato espanhol, em 1929), mesmo quando qualificada por torneios classificatórios. Com isso, naturalmente surgiu um descontentamento com a matriz, levando ao rompimento da relação original entre ambos. Além disso, no início da ditadura franquista, foi o Atlético o clube capitolino mais ligado ao governo espanhol, e não o Real.
Os dois já disputaram acirradamente La Liga duas vezes, em 1941 e em 1970, com os colchoneros levando o título em ambas. Já na Copa do Rei, o retrospecto dos bilbaínos é mais favorável: venceram duas das três finais travadas por criador e criatura, em 1921 e 1956, perdendo a de 1985. A rixa foi realimentada em 2012, quando a rivalidade atleticana decidiu entre si pela primeira vez um torneio europeu, a Liga Europa da UEFA.

## Principais títulos

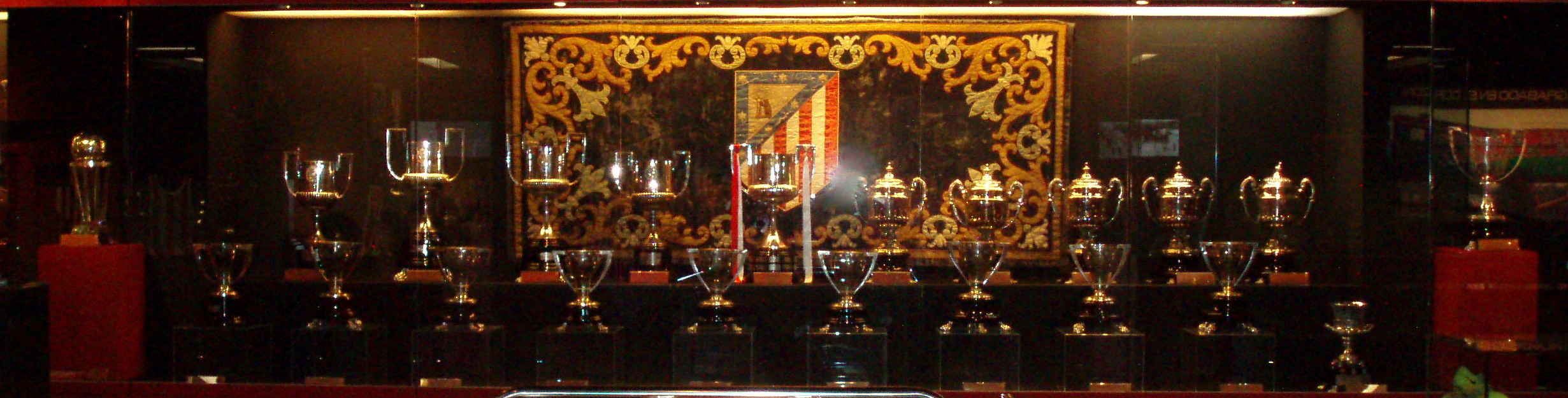
Vista parcial da Sala de Troféus do Museu do Club Atlético de Madrid exibindo as principais conquistas.

| MUNDIAIS     | MUNDIAIS                         | MUNDIAIS | MUNDIAIS                                                                                           |
|              | Competição                       | Títulos  | Temporadas                                                                                         |
| ------------ | -------------------------------- | -------- | -------------------------------------------------------------------------------------------------- |
|              | Copa Intercontinental            | 1        | 1974                                                                                               |
| CONTINENTAIS |                                  |          | |
|              | Competição                       | Títulos  | Temporadas                                                                                         |
|              | Liga Europa da UEFA              | 3        | 2009–10, 2011–12 e 2017–18                                                                         |
|              | Supercopa da UEFA                | 3        | 2010, 2012 e 2018                                                                                  |
|              | Recopa Europeia da UEFA          | 1        | 1961–62                                                                                            |
| NACIONAIS    |                                  |          | |
|              | Competição                       | Títulos  | Temporadas                                                                                         |
|              | La Liga                          | 11       | 1939–40, 1940–41, 1949–50, 1950–51, 1965–66, 1969–70, 1972–73, 1976–77, 1995–96, 2013–14 e 2020–21 |
|              | Copa do Rei                      | 10       | 1959–60, 1960–61, 1964–65, 1971–72, 1975–76, 1984–85, 1990–91, 1991–92, 1995–96 e 2012–13          |
|              | Supercopa da Espanha             | 2        | 1985 e 2014                                                                                        |
|              | Copa Eva Duarte                  | 1        | 1950–51                                                                                            |
|              | Copa Presidente FEF              | 1        | 1941–42                                                                                            |
| semmdolura   | Campeonato Espanhol - 2ª Divisão | 1        | 2001–02                                                                                            |
| REGIONAIS    |                                  |          | |
|              | Competição                       | Títulos  | Temporadas                                                                                         |
|              | Campeonato de Madrid             | 4        | 1920–21, 1924–25, 1927–28 e 1939–40                                                                |
|              | Copa de Castilla                 | 1        | 1941                                                                                               |

Legenda
 Campeão invicto

## Torneios amistosos
- Troféu Villa de Madrid: 18

(1974, 1975, 1976, 1980, 1983, 1985, 1986, 1989, 1990, 1992, 1993, 1994, 1995, 1996, 1997, 1998, 2000, 2003)
- Troféu Ramón de Carranza: 10

(1968, 1976, 1977, 1978, 1991, 1995, 1997, 2003, 2014, 2015)
- Troféu Teresa Herrera: 6

(1956, 1965, 1973, 1985, 1986, 2009)
- Troféu Colombino: 6

(1966, 1972, 1991, 1993, 2002, 2011)
- Copa Mohamed V: 3

(1965, 1970, 1980)[carece de fontes?]
- Copa dos Campeões da Espanha: 1

(1940)[carece de fontes?]
- Copa Cidade de São Paulo: 1

(1977)
- Troféu Naranja: 1

(1995)
- Troféu Cidade de Santander: 1

(2005)
- Troféu Cidade de Vigo: 1

(2007)
- Copa Euroamericana: 2

(2013, 2014)
- Copa Audi: 1

(2017)

## Material esportivo
| Período            | Material esportivo | Patrocínios                   |
| ------------------ | ------------------ | ----------------------------- |
| 1980–1983          | Meyba              | None                          |
| 1983–1989          | Puma               | None                          |
| 1989–1990          | Puma               | Kyocera                       |
| 1990–1993          | Puma               | Marbella*                     |
| 1993–1994          | Puma               | Antena 3                      |
| 1994–1996          | Puma               | Marbella*                     |
| 1996–1997          | Puma               | Bandai/Tamagotchi             |
| 1997–1998          | Puma               | Marbella*                     |
| 1998–1999          | Reebok             | Marbella*                     |
| 1999–2000          | Reebok             |                               |
| 2000–2001          | Reebok             | Idea                          |
| 2001–2002          | Nike               | Idea                          |
| 2002–2003          | Nike               | Century                       |
| 2003–2005          | Nike               | Columbia Pictures             |
| 2005–2011          | Nike               | KIA                           |
| Março–Maio 2012    | Nike               | Rixos Hotels                  |
| Maio–Dezembro 2012 | Nike               | Huawei                        |
| 2012–2015          | Nike               | Azerbaijan - The Land of Fire |
| 2015–2022          | Nike               | Plus500                       |
| 2022–2023          | Nike               | WhaleFin                      |
| 2023–              | Nike               | Riyadh Air                    |

- (*) – 1990–93, 1994–96, 1997–99: Marbella Turismo, quando Jesús Gil foi Prefeito de  Marbella.
- (*) - 2012–2015: Azerbaijan - The Land of Fire, presidência atual

## Recordes

### Recordes de partidas
Última atualização: 10 de março de 2025.
| #   | País      | Jogador            | Período                       | Jogos |
| --- | --------- | ------------------ | ----------------------------- | ----- |
| 1°  | Espanha   | Koke               | 2009–                         | 672   |
| 2º  | Espanha   | Adelardo Rodríguez | 1959–1976                     | 553   |
| 3º  | Espanha   | Tomás Reñones      | 1984–1996                     | 483   |
| 4º  | Eslovénia | Jan Oblak          | 2014–                         | 480   |
| 5º  | Espanha   | Enrique Collar     | 1952–1969                     | 470   |
| 6º  | Argentina | Ángel Correa       | 2015–                         | 458   |
| 7º  | Espanha   | Carlos Aguilera    | 1988–1993 1996–2005           | 456   |
| 8º  | França    | Antoine Griezmann  | 2014–2019 2021–               | 428   |
| 8º  | Espanha   | Saúl               | 2012–2013 2014–2021 2022–2024 | 427   |
| 10º | Espanha   | Isacio Calleja     | 1958–1972                     | 425   |

### Maiores artilheiros
Última atualização: 3 de março de 2025.
| #   | País    | Jogador             | Período             | Gols |
| --- | ------- | ------------------- | ------------------- | ---- |
| 1º  | França  | Antoine Griezmann   | 2014–2019 2021–     | 197  |
| 2º  | Espanha | Luis Aragonés       | 1964–1974           | 173  |
| 3º  | Espanha | Adrián Escudero     | 1945–1958           | 169  |
| 4º  | Espanha | Paco Campos         | 1940–1948           | 158  |
| 5º  | Espanha | José Eulogio Garate | 1966–1977           | 136  |
| 6º  | Espanha | Fernando Torres     | 2001–2007 2015–2018 | 129  |
| 7º  | Espanha | Joaquín Peiró       | 1954–1962           | 125  |
| 8º  | Espanha | Adelardo Rodríguez  | 1959–1976           | 113  |
| 9º  | Espanha | Enrique Collar      | 1952–1969           | 105  |
| 10º | Espanha | José Juncosa        | 1944–1955           | 103  |

## Elenco atual
Última atualização: 1 de setembro de 2024.

## Uniformes

### 1º Uniforme
| 2021–2022 | 2020–2021 | 2019–2020 | 2018–2019 | 2017–2018 | 2016–2017 | 2015–2016 | 2014–2015 | 2013–2014 | 2012–2013 |

| 2011–2012 | 2010–2011 | 2009–2010 | 2008–2009 | 2007–2008 | 2006–2007 | 2005–2006 | 2004–2005 |

### 2º Uniforme
| 2019–2020 | 2018–2019 | 2017–2018 | 2016–2017 | 2015–2016 | 2014–2015 | 2013–2014 | 2012–2013 | 2011–2012 |

| 2010–2011 | 2009–2010 | 2008–2009 | 2007–2008 | 2006–2007 | 2005–2006 |

### 3º Uniforme
| 2019–2020 | 2018–2019 | 2017–2018 | 2014–2015 |

### Outros Uniformes
| 1º Uniforme 2019–2020 | 3º Uniforme 2019–2020 | 1º Uniforme 2018–2019 | 2º Uniforme 2018–2019 | 3º Uniforme 2018–2019 | 1º Uniforme 2017–2018 | 1º Uniforme 2016–2017 | 1º Uniforme 2015–2016 |